# Impatience
Impatience (37’) is de tweede experimentele film van Charles Dekeukeleire, gedraaid in 1928. Op 13 maart 1928 ging hij in première in de Ciné Club d’Ostende.

## Synopsis
Impatience is opgebouwd rond vier onderwerpen: een motor, een vrouw, een berg en abstracte blokken. De film opent met een frontale close-up van een vrouw in motorkledij, wier hoofd trilt alsof ze op een motor zit. Medium shots van het trillende mechanische gedeelte van de motor, worden ritmisch afgewisseld met trillende beelden van bergen, lucht en weg. Dit wekt het vermoeden dat de vrouw door een berglandschap rijdt. Close-ups en extreme close-ups tonen achtereenvolgens het voorhoofd en de ogen van de vrouw die staren of zoeken en een emotie van angst, verlangen en geluk uitstralen. Deze beelden worden horizontaal, verticaal en ondersteboven getoond. Er is een analogie tussen de ogen van de vrouw op de motor en de ogen van de vrouw met een naakt bovenlichaam. Een kosmische muziek vergezelt de beelden. 
Na een lange sequentie van natuurbeelden, beelden van de motor en van de naakte delen van een vrouwelijk lichaam, toont de filmmaker abstracte constructies. Het zijn dunne, rechthoekige vormen die op een parallelle wijze aan elkaar vastgehecht zijn en op een onregelmatige wijze vibreren, slingeren en rondtollen. Een extreme close-up van een vrouwenoog wordt gevolgd door close-ups van een hand, handen met spelende vingers en een gebalde vuist, vergezeld door pianomuziek. Met een crescendo van geluidssignalen met verschillende toonhoogten worden op repetitieve wijze vroegere beelden hernomen van een naakt vrouwenlichaam, een vrouwengelaat en de abstracte vormen, gevolgd door een lange sequentie van de vibrerende motor en schokdempers. Net als in de rest van de film verlaten de objecten ook hier het kader of komen tevoorschijn van buiten het kader. De film wordt afgesloten met hetzelfde motorgeluid als dat van de openingssequenties.

## Filmische visie
Voor Charles Dekeukeleire kunnen enkel bewegende voorwerpen de cineast fascineren. Zij zijn de essentie van de film. De camera registreert de werkelijkheid, de opgenomen beelden zijn perspectiefloos. Onderbroken bewegingen en vaste decors worden niet weerhouden omdat ze niet stroken met de essentie van film. Een vaste scène bestaat trouwens niet in de werkelijkheid. De echte film is dan ook de film die zich uitsluitend concentreert op bewegende beelden. De lichtsterkte, de omgeving, de richting van de beweging, de intensiteit, de duur van de opeenvolgende bewegingen en het ritme zijn voor hem de fundamenten van de zuivere filmkunst. Door de ritmische montage verleent de cineast een melodische component aan de beelden. Hij is een groot bewonderaar van Dziga Vertov en zijn concept Kino-Glaz (filmoog).

## Productie
Na de eerste film Combat de boxe volgt Impatience in 1928. Voor de opnames doet de slaapkamer van de cineast dient als studio. De kelder van het ouderlijk huis wordt verbouwd tot ontwikkelingsruimte. 
De film wordt opgevat als een moderne versie van Heer Halewijn en verwijst naar de episode waarin de dochter van de koning door het woud loopt. Dekeukeleire vervormt dit tot een motorrit van een vrouw doorheen het berglandschap. Het vrouwelijk personage wordt gespeeld door Yonnie Selma, actrice van het ‘Vlaamsche Volkstooneel, een bekende theatergroep uit deze periode. Dekeukeleire leert deze groep kennen via het magazine ‘7 arts’, dat af en toe lovende artikels over de groep publiceerde. Hij legt contact met Johan De Meester, regisseur van de theatergroep, met de bedoeling samen een film te maken gebaseerd op een roman van Felix Timmermans. Het project mislukte maar de band met het ‘Vlaamsche Volkstooneel’ is gelegd.
Impatience ontketende heel wat reacties. De experimentele periode van de cineast wordt afgesloten met Histoire de détective (1930), Witte vlam (1930) en Visions de Lourdes (1932). Hierna volgt het documentaire genre met de films Het kwade oog (1936), Processions et carnavals (1937) en Terres Brûlées (1934).

## Situering in de avant-garde
De aanzet tot de Belgische avant-garde komt niet uit het surrealisme maar uit de entourage van de groep ‘7 arts’, opgericht in mei 1922. Zij propageren de theorieën van het Constructivistische Manifest van Naum Gabo. 
Charles Dekeukeleire past reeds in zijn eerste film Combat de boxe (1927) de theorieën toe die hij ontwikkelde in diverse artikelen van ‘7 arts’. Hij benadrukt daarin de noodzaak van beweging in zowel de opname als in de montage. 
Het Italiaanse futurisme heeft ook een grote invloed gehad op Dekeukeleire. Deze stroming verheerlijkte het genot van snelheid, machines, agressiviteit en oorlog in kunst. Volgelingen van deze stroming streefden naar een artistieke uitdrukking van de technologische evolutie die op dat moment hun maatschappij kenmerkte. Dekeukeleire deelde hun mening dat de kunstenaar van zijn voetstuk moest gehaald worden en dat de kunst moest betrokken worden bij de harde werkelijkheid. Ook zette hij zich af tegen het dadaïsme waarover hij schreef: “Dada, c’est de l’enfance consciente et organisée”. Hij was ook erg aangetrokken door het constructivisme omdat deze stroming pleitte voor de opheffing van de hiërarchie binnen de kunst.

## Receptie
De receptie in België, Frankrijk en Nederland was erg verschillend. Dit is wellicht te wijten aan de toenmalige specifieke culturele, morele en religieuze verschillen tussen deze landen. In België was de receptie eerder gereserveerd, in Frankrijk zeer positief en in Nederland vond men de film pretentieus en kleinerend. De projectie in de Ciné Club d’Ostende veroorzaakte een schandaal. De voorzitter, Henri Storck, vreesde voor een gevangenisstraf maar het bleef bij een zware bekeuring. Belgisch criticus Carl Vincent omschreef de productie in het magazine Close-up (1929) als ongelukkig en inspiratieloos. Volgens hem ging er te veel aandacht naar de visuele beeldencombinaties. Naar aanleiding van de première in Parijs prees de krant L’Aurore de film voor zijn perfecte montage en gedurfde ritmiek. In Nederland verwerpt Menno Ter Braak de volledige film in Filmliga (april 1930). Volgens hem was de film een toonbeeld van slechte montage en gebrek aan zelfkritiek en verbondenheid met de moderne film. De Arnhemsche Courant meldde dat er 'bij de stomvervelende en vaak idiote scènes telkens een hoonend gelach opsteeg'. De Delftsche Courant schreef naar aanleiding van een vertoning van de films Boksen, Impatience en De detective: 'Het is te hopen, dat Dekeukeleire niet weer komt, of hij moet werk leveren van het peil, zooals wij hier in Holland gewend zijn.'
Kristin Thompson vond Impatience een erotisch geladen film, geïnspireerd door de Sovjetfilms van de jaren 20. Dekeukeleires eerste film Combat de boxe situeert zich in de toenmalige avant-gardestroming. Impatience gaat echter verder met zijn agressieve montage door middel van snelle jump cuts van hetzelfde voorwerp en het gelijktijdig tonen van een shot met hetzelfde shot ondersteboven gedraaid. Zoals de titel aanduidt, schept de film door zijn vorm en stijl frustratie en ongeduld bij de karakters en de kijker.
Volgens G.J. Cammaer wordt de film gekenmerkt door zijn extreme impressieve beelden, repetitieve ritmiek en grote muzikaliteit. Door geen onderscheid te maken in de behandeling van de vier karakters, ontbreekt het narratieve.  De abstracte suspense, erotische spanning en snelle opeenvolging van korte shots onderschrijven zijn bijzondere vorm en stijl. De camerabewegingen, de abstracte uitbeelding van de karakters, het gebruik van open kaders, de afgemeten lengtes van de sequenties, de bijzondere nadruk op het ritme en het morele aspect van de film, plaatsen deze productie bij de Belgische filmische avant-gardeperiode 1927-1937.
‘Vandaag’ (1 juli 1929) stelt dat de kijker het gevoel heeft of hij in een schommel zit die zich in een flinke cadans op en neer beweegt, waardoor huizen, bomen, mensen, en figuren vervloeien in een onbepaalde massa. De actie wordt geabstraheerd en speelt zich op het geestelijk niveau af. Deze abstracte en suggestieve bewegingen geven een aangenaam visueel genot. De film wordt als monodramatisch aangevoeld en er wordt een dodenrit in gezien. Deze rit is het gevolg van de snelle maatschappelijke evoluties die de jonge jeugdziel niet kan verwerken en daardoor alle geestelijke en wereldlijke genoegens verwerpt.
Charles Dekeukeleire erkent dat hij de binding met de kijker verloren heeft door deze abstracte productie. Daarom wil hij in zijn volgende films een realistischer scenario behandelen met behoud van een plastische vormgeving en een sterke ritmiek.